# Хорхе Селіко
Хорхе Селіко (ісп. Jorge Célico, нар. 13 вересня 1964, Буенос-Айрес) — аргентинський футболіст, що грав на позиції воротаря. По завершенні ігрової кар'єри — тренер. З 2017 року очолює тренерський штаб молодіжної збірної Еквадору.

## Кар'єра
Народився 13 вересня 1964 року в місті Буенос-Айрес. Вихованець футбольної школи клубу «Уракан». Нетривалий час перебував у старшій команді, втім заграти на професіональному рівні не зумів і виступав у нижчих аматорських лігах. Натомість незабаром Селіко розпочав тренерську кар'єру, увійшовши до тренерського штабу клубу «Нуева Чикаго».
З 1995 року, з невеликими перервами працював із молодіжними командами рідного «Уракану». А 2002 року став виконувачем обов'язків головного тренера першої команди. Його перша гра на посаді відбулася 1 вересня 2002 року, в якій його клуб здобув перемогу 2:1 проти «Рівер Плейта». 
10 березня 2003 року він знову очолив аргентинський клуб, цього разу до кінця сезону. Втім врятувати клуб з Буенос-Айреса від вильоту з вищого дивізіону Селіко не зумів, через що того ж року покинув команду і відправився до Еквадору, очоливши там команду «Універсідад Католіка» (Кіто).
В 2006 році перейшов в інший місцевий клуб «Депортіво Ель Насьйональ», спочатку працюючи з молодіжними установками, а у 2008 році він був призначений головним тренером першої команди. Втім вже 29 січня 2009 року Селіко звільнився від посадових обов'язків після поразки 0:5 від парагвайського «Насьйоналя» (Асунсьйон) в рамках Кубка Лібертадорес.
13 березня 2009 року очолив клуб «Текніко Універсітаріо», але після вильоту команди з вищого дивізіону в тому ж році покинув клуб та повернувся в «Універсідад Католіка» (Кіто). Там аргентинський фахівець спочатку тренував молодіжну команду, а 21 вересня 2010 року очолив головну команду, яка була на грані вильоту з вищого дивізіону. Селіко не вдалося врятувати клуб вів вильоту, тим не менш він залишився у команді на цілих шість років, аж до 2017 року, а 2012 року зумів повернути команду в еліту.
17 липня 2017 року Селіко очолив молодіжну збірну Еквадору, а 12 вересня, після звільнення головного тренера збірної Еквадору Густаво Кінтероса Селіко став також ненадовго і головним тренером першої збірної країни. Еквадорцям залишалось провести два матчі у відборі до чемпіонату світу 2018 року, перемоги в яких давали ймовірність виходу на турнір. Втім еквадорці під керівництвом Селіко програла в обох матчах (1:2 з Чилі і 1:3 з Аргентиною). 2018 року Селіко на посаді головного тренера збірної змінив Ернан Даріо Гомес, втім Хорхе продовжив працювати з молодіжною командою. Їй він допоміг вперше в історії виграти молодіжний чемпіонат Південної Америки у 2019 році. Цей результат дозволив команді кваліфікуватись на молодіжний чемпіонат світу 2019 року.

## Досягнення

### Як тренера
- Переможець молодіжного чемпіонату Південної Америки: 2019